# Evangeli de Valentí
L'Evangeli de la Veritat o Evangeli de Valentí, és un dels textos gnòstics del Nou Testament considerat apòcrif, que actualment es troba a la biblioteca de Nag Hammadi.

## Història
L'Evangeli de la Veritat va ser probablement escrit en grec entre 140 i 180 per Valentí autor gnòstic. Se sap que Sant Ireneu, qui es va oposar al seu contingut gnòstic i el va declarar heretgia, declara que seria una de les obres dels deixebles de "Valentí". Després de la seva traducció copta i la seva sepultura a Nag Hammadi, el text s'havia perdut fins al descobriment de Nag Hammadi.

## Estil
El text està escrit amb gran habilitat poètica, i inclou una gran presentació dels temes conjunturals. No es tracta d'un "evangeli" en el sentit d'una relació de les obres de Jesús de Natzaret, sinó com una homilia. El text és considerat pels estudiosos en general, com un dels millors textos escrits de la col·lecció de Nag Hammadi, tenint en compte el seu gran valor com una gran obra literària i una exegesi gnòstica.
El treball cita "cristians de Galàcia, Joan, 1 Joan, Apocalipsi, Mateu, 1 Corintis, 2 Corintis, Efesis, Colossencs, i Hebreus" al NT. D'aquests, cita l'Evangeli segons Joan amb major freqüència. També és influït per Tomàs, per exemple en un punt (22.13-19), cita al costat de Joan 3:8 a Tomàs 28.

## Contingut
El text descriu la teoria del sorgiment d'un error personificat en forma femenina. La ignorància i l'anhel de veure's criats pel Pare.
A continuació, descriu a Jesús que ha estat revelat per Déu per eliminar la ignorància. Jesús era un professor pels escribes i els mestres, que va tractar d'entendre el món mitjançant l'anàlisi de la llei. Però per un error, Jesús va ser clavat a un arbre. També es procedeix a descriure com és el coneixement que atorga la salvació, que constitueix el descans etern, que descriu la ignorància com un malson.
Després d'haver descrit la paràbola del bon pastor, descriu d'una forma esotèrica, com alimentar els afamats i donar descans als cansats, explica que ha de ser entesa com la fam espiritual, i el descans pel món cansat. Això és seguit per una paràbola sobre la unció, una metàfora dels coneixements - amb el final del "segell".
A banda d'una descripció del descans per aconseguir la gnosis, la resta del text es refereix a un tractat sobre la connexió entre el Fill i el Pare, i la relació del nom amb el seu propietari. El primer exemple d'això és la frase que utilitza el nom del Pare és el Fill, que s'ha d'entendre en la forma esotèrica que el Fill és el nom, en comptes del Fill és un nom pel Pare.